# Nick Clegg
Pour les articles homonymes, voir Clegg.
Nicholas William Peter Clegg dit Nick Clegg, né le 7 janvier 1967 à Chalfont St Giles dans le Buckinghamshire, est un homme politique britannique. Il est notamment dirigeant des Libéraux-démocrates de 2007 à 2015 et vice-Premier ministre du Royaume-Uni de 2010 à 2015 et responsable des affaires internationales et de la communication de Meta depuis octobre 2018.
Son premier mandat est celui de député européen et il siège au Parlement européen entre 1999 et 2004. Élu à la Chambre des communes dans la circonscription de Sheffield Hallam en 2005, il prend la tête du parti Libéral-démocrate le 18 décembre 2007, après le départ de Sir Menzies Campbell. À la suite des élections générales britanniques de 2010, il devient vice-Premier ministre dans le gouvernement du conservateur David Cameron, le premier gouvernement de coalition britannique depuis 1945. À la suite des résultats catastrophiques du parti aux élections de 2015, il quitte son poste de chef du parti.

## Biographie

### Origines, études et famille

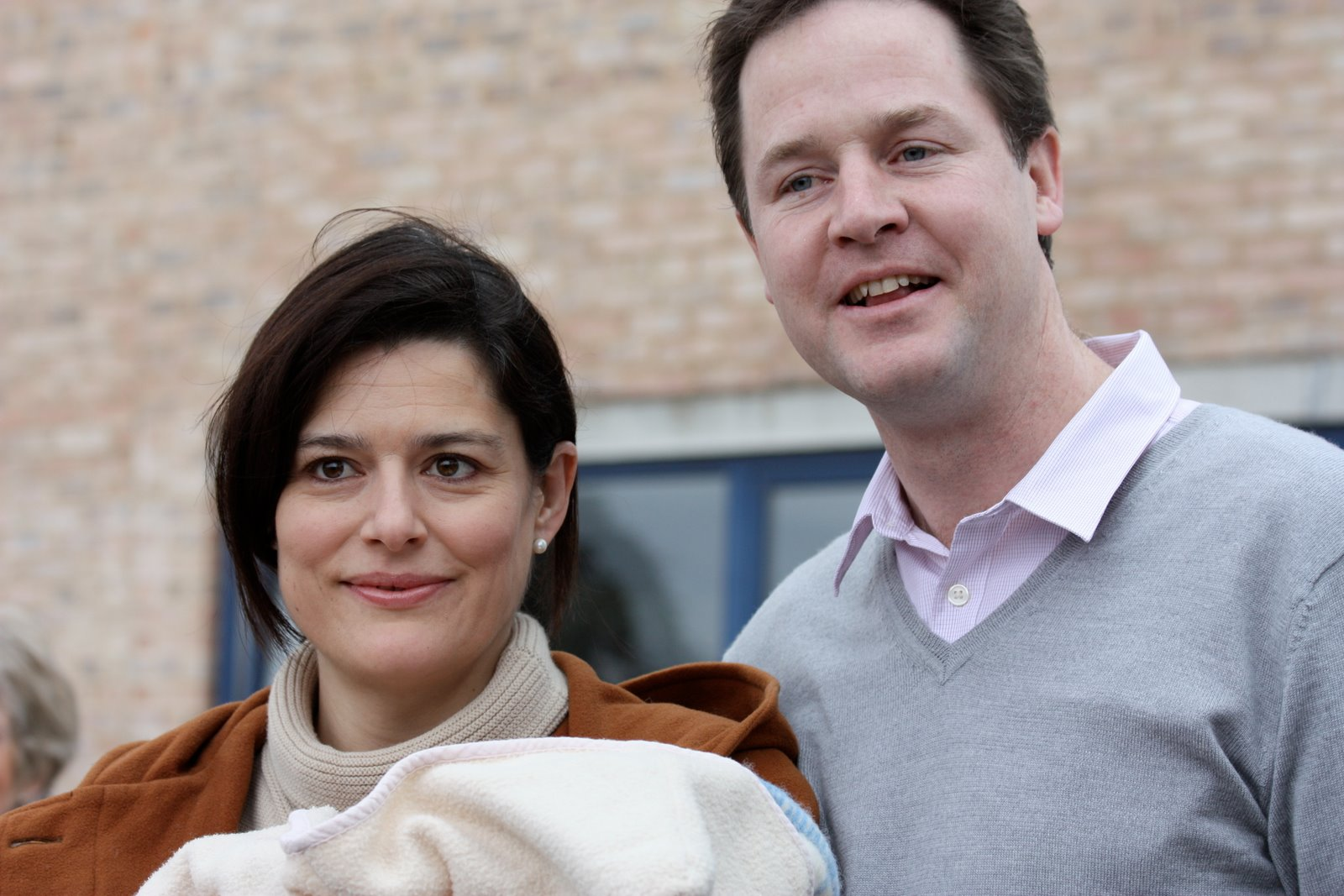
Nick Clegg et son épouse tenant leur fils Miguel.

Nick Clegg est le troisième de quatre enfants. Son père, Nicholas, qui a des origines russes, a fait carrière dans la banque et occupe actuellement des fonctions d'administrateur (anciennement président) de la Fondation anglo-japonaise Daiwa. Son arrière-arrière-grand-père, Ignaty Zakrevsky, aristocrate russe, fut haut-procureur du premier département de la Justice du Sénat de l'Empire russe. Son arrière-grand-tante, la baronne Moura Budberg, née Zakrevskaïa, sœur de l'arrière-grand-mère de Nick Clegg, Alexandra von Engelhardt, était écrivain et fut la maîtresse de Gorki.
D'origine néerlandaise, sa mère, Hermance van del Wall Bake, était éducatrice et s'occupait d'enfants à besoins particuliers. Pendant son enfance, Nick parlait indifféremment le néerlandais et l'anglais. Il parle aussi français (comme le prouvent ses études au collège d'Europe), allemand et espagnol.
Après des études secondaires à la Westminster School, il intègre le Robinson College de l'Université de Cambridge où il étudie l'archéologie et l'anthropologie. Il part ensuite aux États-Unis où il soutient une thèse de philosophie politique à l'Université du Minnesota, puis rejoint en Belgique, le Collège d'Europe où il obtient un master.
Depuis 2000, Nick Clegg est marié à Miriam González Durántez, née à Valladolid et de nationalité espagnole. Le couple a trois enfants : Antonio, Alberto et Miguel Clegg. Bien que lui-même ne soit pas croyant, il a reçu une éducation chrétienne et ses enfants sont élevés dans le rite catholique romain.
Il n'a pas de lien familiaux avec le chanteur Johnny Clegg.

### Carrière professionnelle
Il entame alors une carrière dans le journalisme d'abord en tant que stagiaire au magazine The Nation à New York puis correspondant en Hongrie pour le Financial Times. En 1994, il rejoint la Commission européenne où il travaille comme conseiller de Leon Brittan, le commissaire européen au Commerce.

### Carrière politique

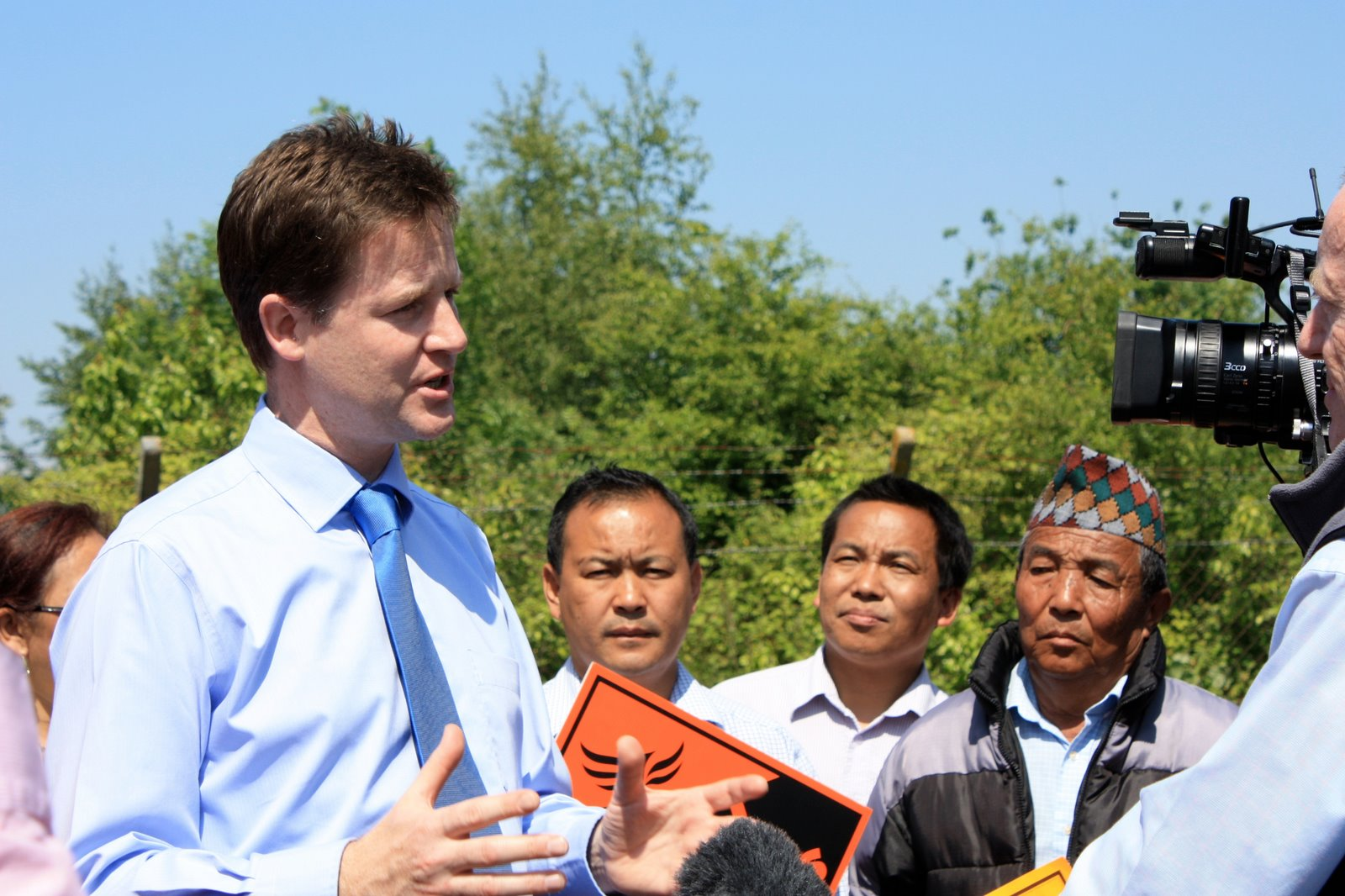
Nick Clegg, en 2009.

Politiquement, Nick Clegg est catalogué comme un social-libéral et un libéral-libertaire, plus européen que la moyenne de l'électorat britannique. Il veut représenter une alternative au bipartisme.
Il est élu en 1999 député au Parlement européen. Il ne se représente pas en 2004. En 2005, il est élu député d'une circonscription de Sheffield. 
En 2004, Clegg et ses partisans font adopter par le parti un nouveau manifeste, qualifié de « révolution du livre orange », qui convertit les Lib-Dems au néolibéralisme et les rapproche des conservateurs. 
Il publie en 2009 un pamphlet intitulé The Liberal Moment dans lequel il fustige l'interventionnisme de l'État dans les affaires économiques. 
Dirigeant les Libéraux-démocrates lors des élections générales britanniques de 2010, il est très remarqué lors du premier débat télévisé le faisant gagner 10 points dans les intentions de vote, le plaçant au coude à coude avec ses adversaires Gordon Brown (travailliste) et David Cameron (conservateur). Il présente notamment l'image d'un politicien honnête, dans un pays où une série de scandales d'enrichissement personnels ont entaché l'image des deux principaux partis.
Il fait campagne sur des thèmes peu politiques, s'employant en particulier à dénoncer les « promesses non tenues » du New Labour. Dans son clip de campagne, il affirme : « Des promesses non tenues, il y en a eu beaucoup trop ces dernières années. Notre pays en est jonché. (...) Je pense qu'il est temps que cela change. Je pense qu'il est temps d’œuvrer à la justice. Je pense qu'il est temps que les promesses soient tenues. » Il exclut l'hypothèse d'un accord avec les travaillistes, qu'il juge encore « trop collectivistes ». Il incarne l'aile droite des Lib-Dems, l'électorat du parti se situant « bien plus à gauche ».
Candidat à sa propre succession, Gordon Brown arrive second de ce scrutin le 6 mai 2010, derrière le conservateur David Cameron. Le résultat des libéraux démocrates est finalement nettement plus faible que prévu, ne progressant que d'un point, et entrainant la perte de cinq sièges au Parlement. Cependant, David Cameron ne parvient pas à obtenir la majorité absolue au Parlement, et réussit à former une coalition avec les Lib Dems cinq jours plus tard, dans laquelle Clegg est nommé Vice-Premier ministre et hérite du titre de « Lord Président du Conseil ».

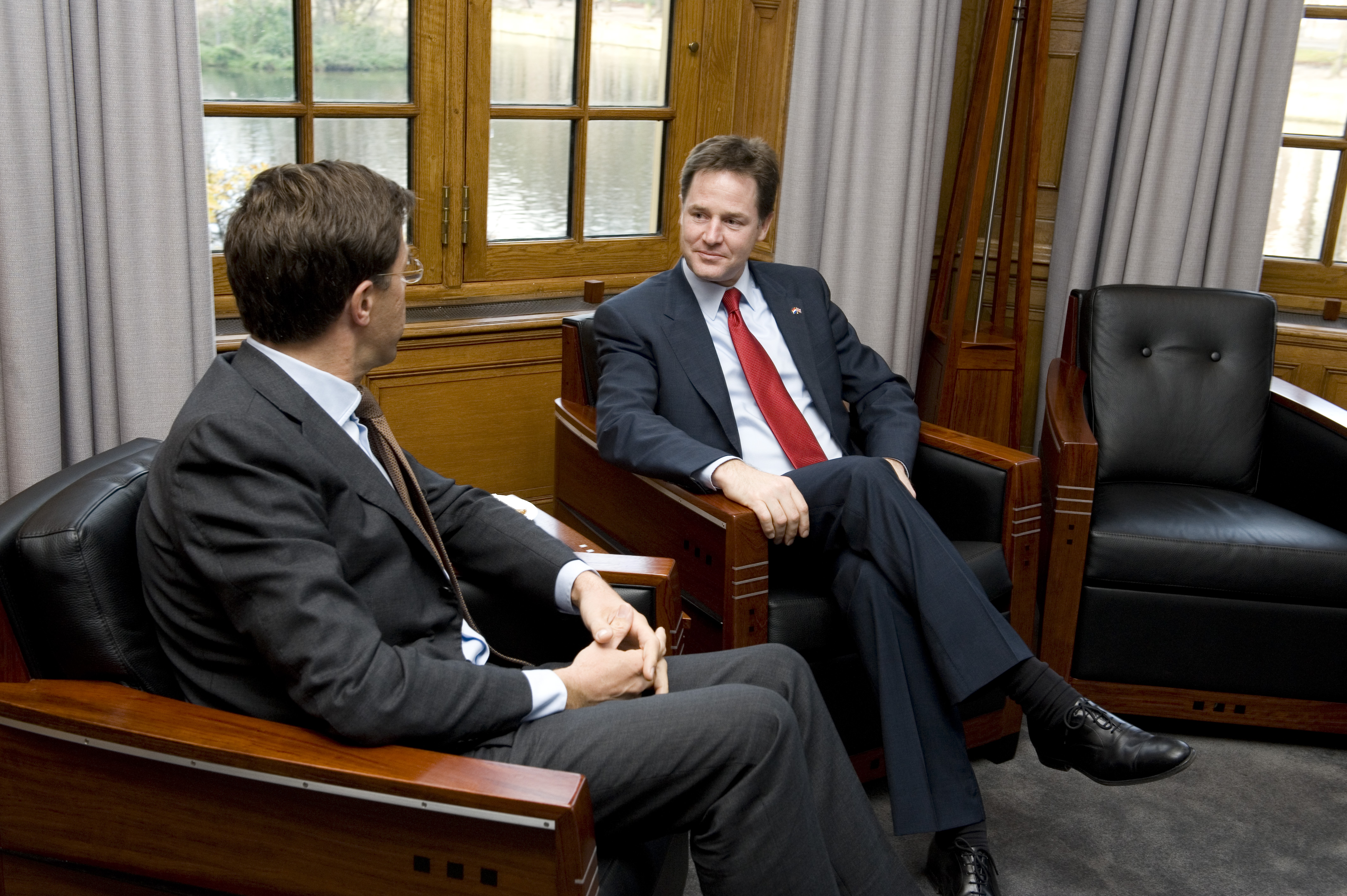
Clegg reçu par Mark Rutte (Premier ministre des Pays-Bas), en 2010 à La Haye.

À la suite du vote d'un important plan d'austérité et de la possibilité pour les universités de tripler les frais d'inscription, les LibDems sont accusés d'avoir sacrifié leurs promesses de campagne, et connaissent une forte baisse de popularité. Nick Clegg déclare alors regretter « l'émotivité viscérale » de son électorat.
Les élections législatives de mai 2015 sont catastrophiques pour le parti, qui ne conserve que huit sièges, contre 56 dans la Chambre sortante. Nick Clegg quitte donc son poste de chef du parti.
Il perd son siège de député au profit d'un candidat travailliste lors des élections législatives de 2017.
En octobre 2018, il rejoint l'entreprise Facebook comme responsable des affaires internationales et de la communication. Son salaire annuel devrait s'élever à 4 500 000 euros, soit soixante fois ce qu’il touchait comme parlementaire.

## Sur le Brexit

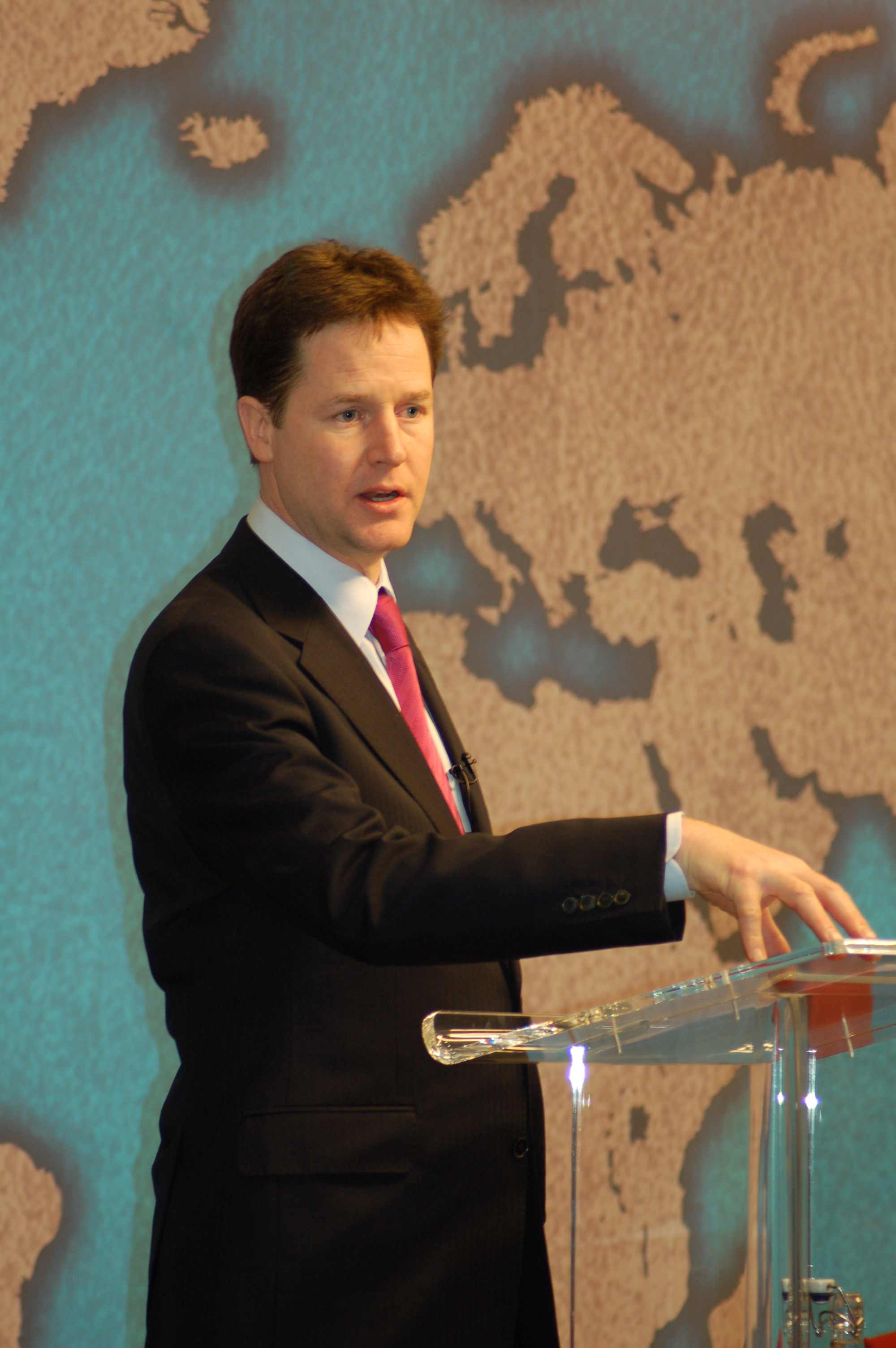
Nick Clegg en 2010 au Chatham House.

Il s'investit pour empêcher la procédure de retrait du Royaume-Uni de l'Union européenne (Brexit), étant donné sa très forte opposition au Brexit qu'il considère comme pas inévitable. En mai 2018, il rejoint David Miliband et Nicky Morgan pour appeler à un Brexit doux en mai 2018.
En juillet 2019, Clegg a déclaré que « le Nationalisme britannique agressif et régressif » avait pris le dessus le Parti conservateur dans sa compétition avec Nigel Farage, le chef du Brexit Party créé en novembre 2018. Lorsqu'on lui a demandé comment il s'attendait à ce que les prochaines années se déroulent, Clegg a déclaré au New Statesman que « le temps presse maintenant pour la fin de l'union du Royaume-Uni ».

## Ouvrage
- How to stop Brexit (and make Britain Great Again), éditions Penguin, 2017.